# Saághy István
Saághy István (Kámon, 1865. szeptember 26. – Ausztria, Attersee, 1945. augusztus 1.) dendrológus, a Kámoni arborétum alapítója, a Sághy – Saághy család leismertebb tagja.

## Életrajza
1865. szeptember 26-án született Kámonban, Sághy Mihály és Spettl Franciska egyetlen gyermekeként. Középiskoláit Sopronban a Csöndes-féle magángimnáziumban kezdte és Szombathelyen a premontrei főgimnáziumban fejezte be, ahol 1883-ban érettségizett. Már Szombathelyen is foglalkozott a természettudományokkal, és cikkeket is írt a gimnázium "Bimbófüzér" című önképzőköri értesítőjébe. Az érettségi után Budapesten jogot hallgatott, majd 1887-ben államtudományi doktorátust szerzett.
Pályafutása elején vármegyei aljegyzőként dolgozott, később átvette öröklött birtokának kezelését, és 1891-től kezdte meg az arborétum fokozatos kialakítását. 1891-ben Náraiban feleségül vette kővágóörsi Eörssy Irént és házasságukból négy gyermek született.
Jogászi végzettsége mellett dendrológussá képezte magát. Ismereteit nagyrészt saját tapasztalataiból merítette, hiszen soha nem volt állandó kertésze, a növények szaporítását, nevelését és a kertépítés minden mozzanatát saját kezűleg végezte. A növényrendszertan fás szárú növényekkel foglalkozó ágának, tehát a dendrológia tudományának Európa-hírű tudósa lett. Ehhez kiváló segítséget jelentett gróf Ambrózy-Migazzi Istvánnal, Jeli arborétum megálmodójával, gróf Erdődy Ferenccel a vépi park tulajdonosával, báró Baich Mihállyal, a Szelestei Arborétum létrehozójával, a szintén jogász, botanikus, dr. Gáyer Gyulával, Horváth József ivánci esperessel, Magyar Gyula kertészeti főiskolai professzorral, valamint az erdőmérnök dr. Fehér Dániellel és dr. Roth Gyulával kialakított szakmai és baráti kapcsolata.
Saághy István 1945 márciusában a háborús események hatására és romló egészségi állapota miatt otthona elhagyására kényszerült, családját követve az ausztriai Attersee-be költözött. Ott is halt meg 1945. augusztus 1-én, ott is lett eltemetve.

## Munkássága
Saághy István a dendrológia tudományának kiváló művelője volt, számos, idegen tájakon honos fás szárú növényfaj esetében bizonyította azok télállóságát hazánk természeti viszonyai között. Az erdészet számára mindenekelőtt a fenyőfélék kutatásában, meghonosításában elért eredményei a legszámottevőbbek. Az Erdészeti Lapokban 1920-ban megjelent cikkében Gayer Gyula részletesen írt a Kámoni Arborétumról, ahol akkor már 244-féle fenyőtaxon élt, a 310-éle lombos mellett, 1930-ban pedig a fenyők száma 260-ra emelkedett, a 600-féle lombos mellett.